# NGC 1653
NGC 1653 este o galaxie eliptică situată în constelația Eridanul. A fost descoperită în 1 februarie 1786 de către William Herschel. Se află la o distanță de 58,8 de megaparseci de Pământ.